# Хуль (Нурланн)
Хуль (норв. Hol) — бывшая коммуна в фюльке Нурланн, Норвегия.
Коммуна была образована отделением от коммуны Букснес 1 июля 1919 года. В тот момент население Хола составляло 2 272 жителя.
1 января 1963 года коммуна она была объединена с коммунами Борге, Букснес и Вальберг и образовала новую коммуну Вествогёй. Перед объединением население Хола составляло 3 154 человека.